# Sussex, New Brunswick
Sussex är en ort i Kanada.   Den ligger i provinsen New Brunswick, i den östra delen av landet, 800 km öster om huvudstaden Ottawa. Sussex ligger 23 meter över havet och antalet invånare är 4 048.
Terrängen runt Sussex är platt åt nordväst, men åt sydost är den kuperad. Sussex ligger nere i en dal. Runt Sussex är det glesbefolkat, med 10 invånare per kvadratkilometer.. Det finns inga andra samhällen i närheten.
I omgivningarna runt Sussex växer i huvudsak blandskog.